# The Beachcomber (film 1915)
The Beachcomber è un film muto del 1915 diretto da Phil Rosen e scritto, prodotto e interpretato da Hobart Bosworth.

## Produzione
Il film fu prodotto dalla Hobart Bosworth Productions.

## Distribuzione
Distribuito dalla Paramount Pictures, il film uscì nelle sale cinematografiche USA nel 1915.